# Windsor-Abkommen
Das Windsor-Abkommen (englisch Windsor Framework) ist ein Abkommen, das Nordirland nach dem EU-Austritt des Vereinigten Königreichs freien Handelszugang sowohl zum EU-Binnenmarkt als auch zum britischen Markt gewährt und das das nordirische Parlament mit einem Vetorecht gegen neue EU-Regeln ausstattet. Es soll das Problem des Warenverkehrs zwischen dem europäischen Binnenmarkt und dem Vereinigte Königreich Großbritannien und Nordirland im Rahmen des derzeitigen Nordirland-Protokolls lösen.
Es wurde am 27. Februar 2023 zwischen der Europäischen Union und dem Vereinigten Königreich geschlossen.

## Namensgebung
Das Abkommen wurde nach dem Treffen des britischen Premierministers Rishi Sunak und der Präsidentin der Europäischen Kommission, Ursula von der Leyen, im Fairmont Hotel im Windsor Great Park benannt. Nach einem Treffen mit dem Premierminister und der Ankündigung des Abkommens in der Windsor Guildhall, dem Rathaus von Windsor, trank von der Leyen anschließend Tee mit König Charles III. in Windsor Castle.

## Inhalt

### Warenverkehr
Das Abkommen betrifft Waren, die die Irische See von Großbritannien nach Nordirland überqueren. Es beinhaltet eine rote und eine grüne Spur für Waren, die aus Großbritannien nach Nordirland exportiert werden. Die grüne Spur gilt den Waren, die ausschließlich für Nordirland bestimmt sind. Diese müssen nicht durch den Zoll. Die rote Spur gilt für Waren, die in die Republik Irland und somit in die EU, gehen sollen. Diese sollen den Zollbestimmungen des Zollgebiets der europäischen Union unterliegen. Es enthält auch eine Reihe von Abkommen über Arzneimittelkontrolle, Mehrwertsteuer und Alkoholsteuer.

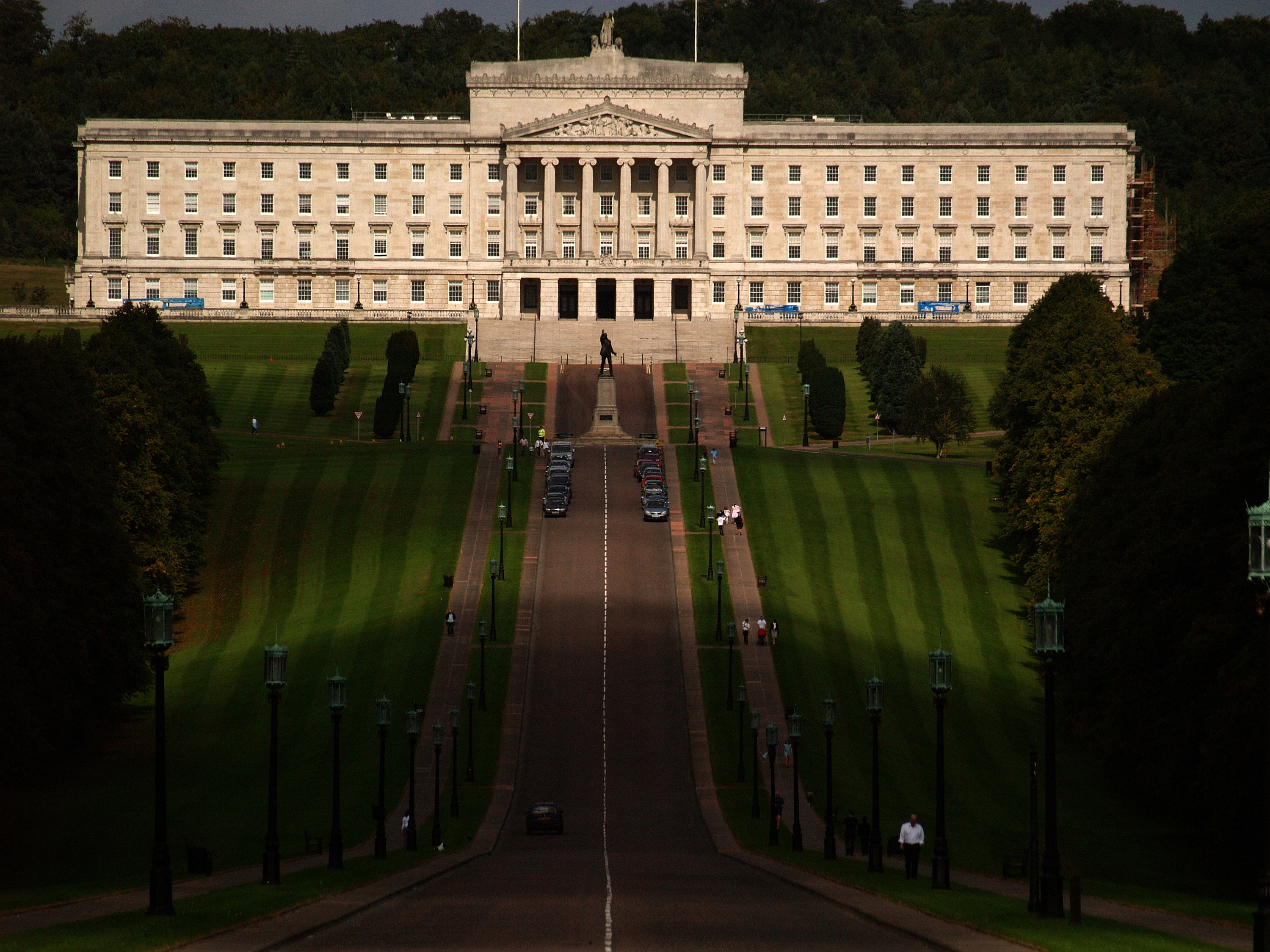
Das Stormont-Parlamentgebäude (Parliament Buildings) südlich der nordirischen Hauptstadt Belfast

### „Stormont brake“
Das Parlament des britischen Landesteils Nordirland (Northern Ireland Assembly) mit Sitz in Stormont erhält dabei ein Vetorecht („Stormont brake“; deutsch: „Stormont-Bremse“) gegen neue EU-Warenvorschriften. Das Parlament darf im Rahmen des Vetorechts für eine Aussetzung der Vollziehung stimmen, wenn neue EU-Warenvorschriften „signifikante und dauerhafte Auswirkungen auf das tägliche Leben“ haben würden. Eine dauerhafte Blockade der neue EU-Warenvorschriften darf jedoch nicht „ohne eine gemeinschaftsübergreifende Abstimmung“ erfolgen.
„Stormont brake“ wurde nach dem Stormont House benannt, das sich bei dem Anwesen Stormont Castle befindet. Das nordirische Parlament, die Northern Ireland Assembly, tagt in den benachbarten Parliament Buildings, die oft mit Stormont gleichgesetzt werden.

## Umsetzung
Das Abkommen wurde am 27. Februar 2023 zwischen der Europäischen Union und dem Vereinigten Königreich geschlossen. Am 21. März gab der Europäische Rat seine Zustimmung. Am 22. März 2023 erfolgte die Zustimmung des britischen Unterhauses. Danach erfolgte am 24. März die offizielle Unterzeichnung des Abkommens durch EU-Kommissar Maroš Šefčovič und den britischen Außenminister James Cleverly.
Wesentliche Teile des Abkommens traten am 1. Oktober 2023 in Kraft.